# Enrique Vicente Rubio Bruno
Enrique Vicente Rubio Bruno (Florida, 5 d'abril de 1943) és un professor, escriptor i polític uruguaià pertanyent al Front Ampli. Actualment, és senador de la República i és autor d'obres com Saber y poder i Izquierdas y derechas en la mundialización.
Forma part del moviment esquerrà Vessant Artiguista, el qual forma part de la coalició política del Front Ampli. Va començar la seva militància des de molt jove i, des del cop d'estat de 1973 fins al 1977, va ser empresonat.
Durant la presidència de Tabaré Vázquez (2005-2010), Rubio va ser Director de l'Oficina de Planejament i Pressupost.